# Grumløse
Grumløse er en landsby, der ligger i Vordingborg Kommune nogenlunde midt imellem Næstved og Vordingborg på Sydsjælland. Grumløse by var det tilbagevendende omdrejningspunkt for tv-serien Landsbyen (1991-1996). I TV-serien blev byen dog omdøbt til Østerby.
|  | Denne artikel om lokaliteten Grumløse kan blive bedre, hvis der indsættes et (bedre) billede. Du kan hjælpe ved at afsøge Wikimedia Commons for et passende billede eller lægge et op på Wikimedia Commons med en af de tilladte licenser og indsætte det i artiklen. |

55°05′51″N 11°55′39″Ø / 55.0976°N 11.9274°Ø